# Katholische Pfarrkirche Rechnitz

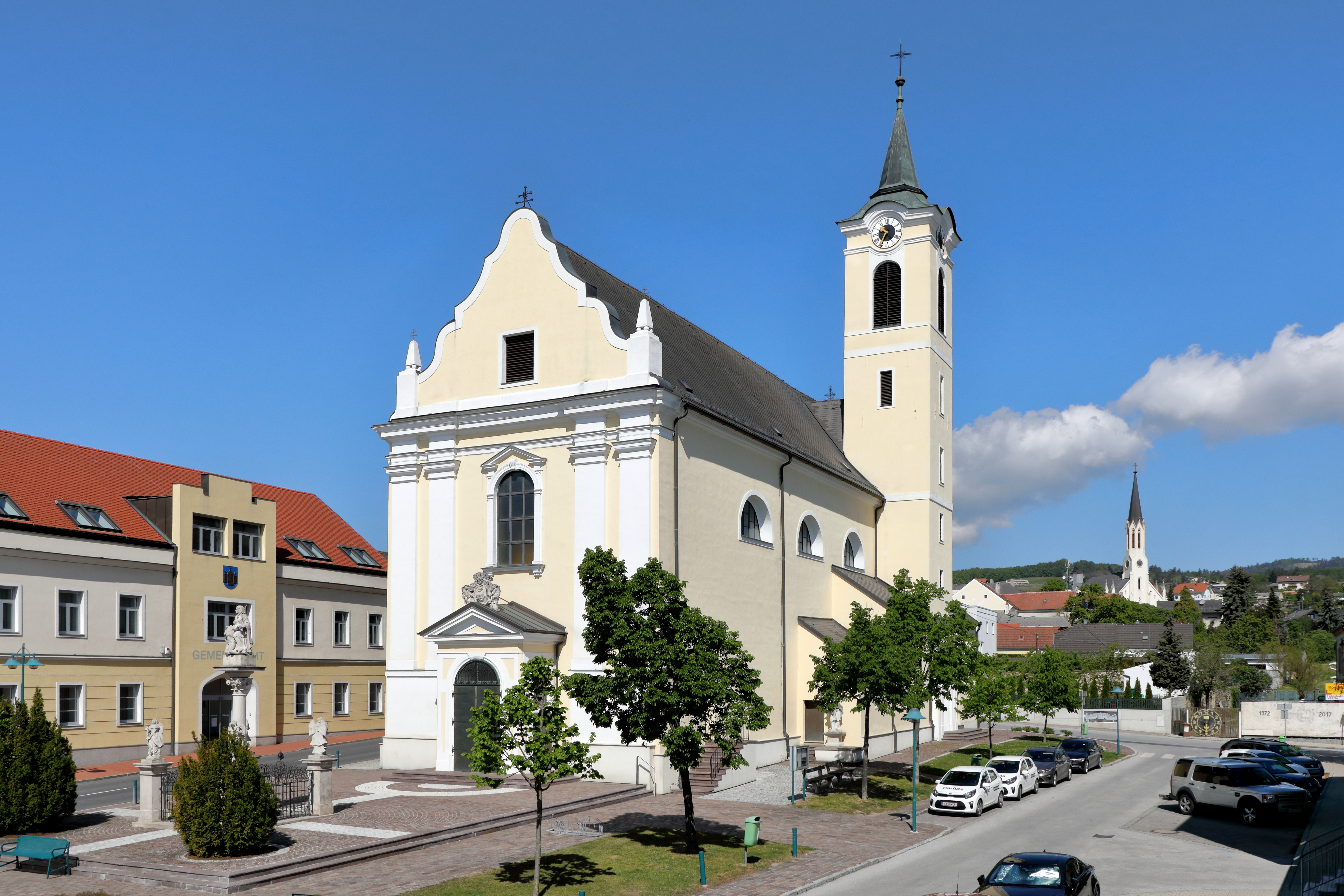
Katholische Pfarrkirche hl. Katharina in Rechnitz

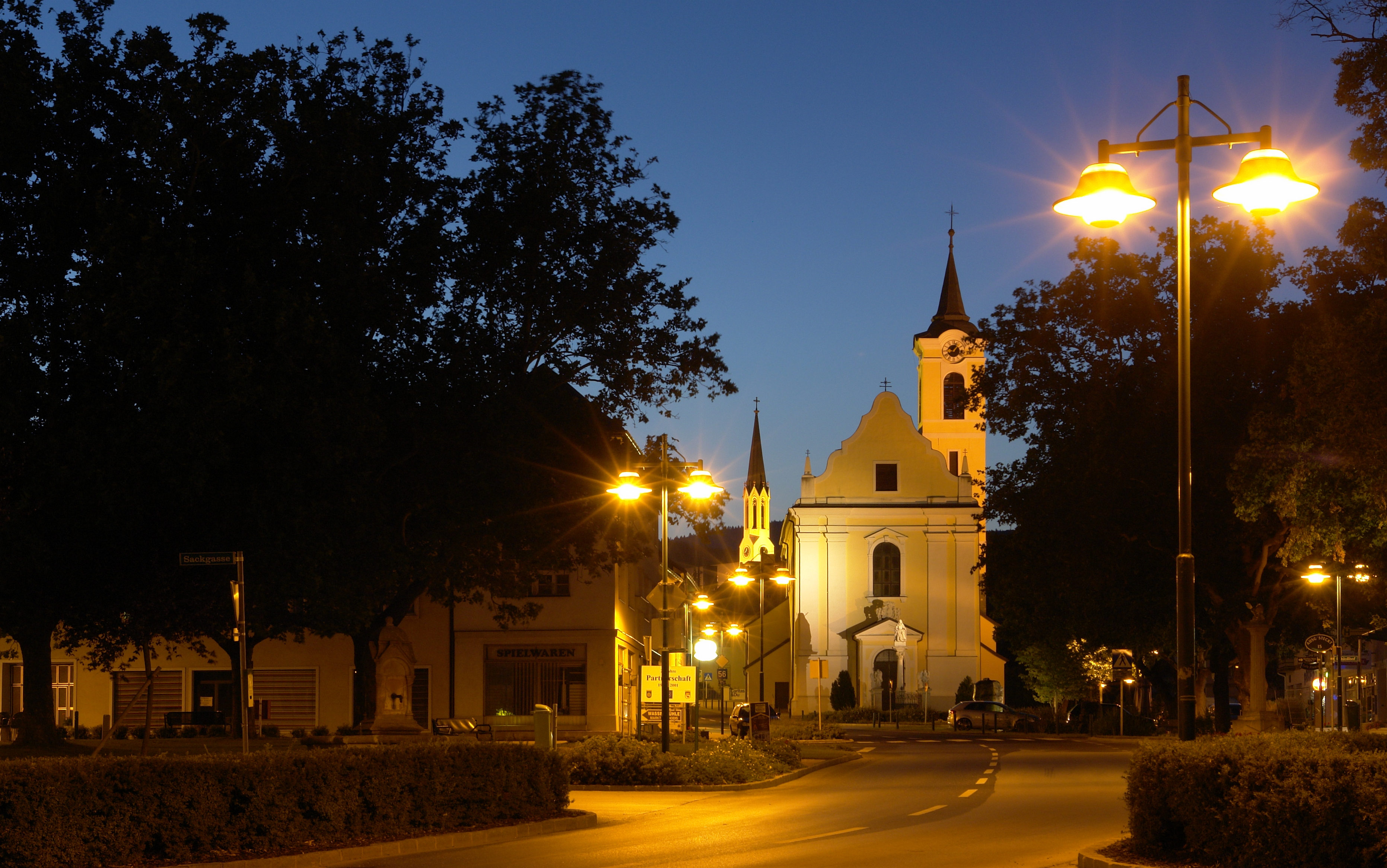
Katholische Pfarrkirche hl. Katharina in Rechnitz

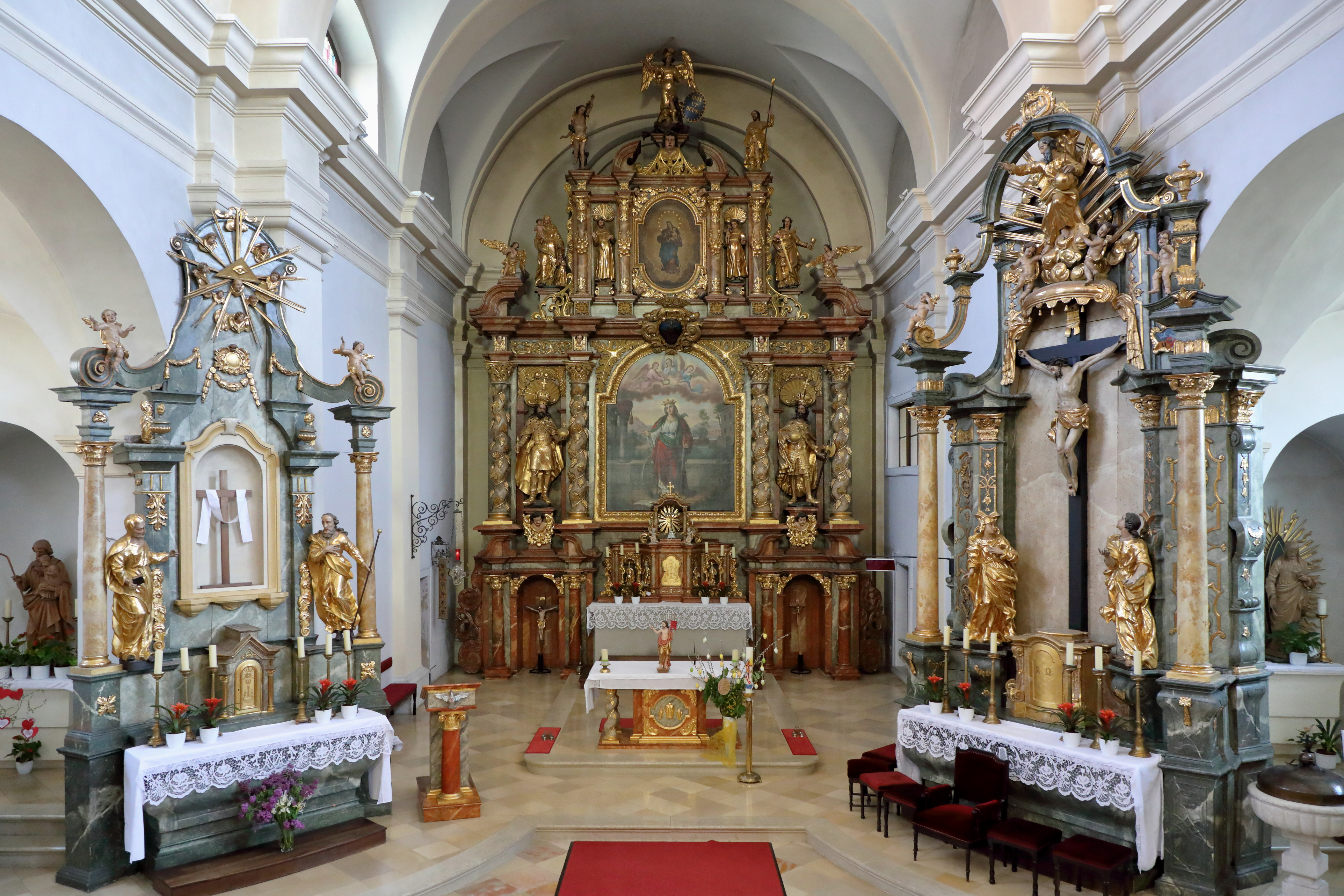
Im Langhaus zum Chor

Die römisch-katholische Pfarrkirche Rechnitz steht im nördlichen Endbereich des Hauptplatzes in der Marktgemeinde Rechnitz im Bezirk Oberwart im Burgenland. Die der heiligen Katharina von Alexandrien geweihte Pfarrkirche gehört zum Dekanat Rechnitz der Diözese Eisenstadt. Die Kirche steht unter Denkmalschutz.

## Geschichte
Die Vorgängerkirche hl. Margaretha wurde im Ersten Österreichischer Türkenkrieg im Jahr 1532 zerstört.
Der heutige Kirchenbau wurde im Jahre 1654 von Graf Ádám I. Batthyány begonnen und erst 1679 unter seinem Enkel Adam II. Batthyány vollendet.
Die Kirche wurde von 1728 bis 1730 und 1750 renoviert. Im Jahre 1850 wurde die Kirche restauriert und umgebaut. 

## Architektur
Der barocke Bau mit Stufengiebel im Süden hat einen Portalvorbau mit einem Wappen der Adelsfamilie Batthyány. Beidseitig des Kirchenschiffes unter einem Tonnengewölbe mit Stichkappen befinden sich Sakristeianbauten und Querschiffkapellen. Die Wandmalerei im Kirchenschiff stammt von Fritz Silberbauer (1935). Neben dem eingezogenen Chor ist ein mächtiger Kirchturm mit Spitzhelm angebaut. 

## Ausstattung

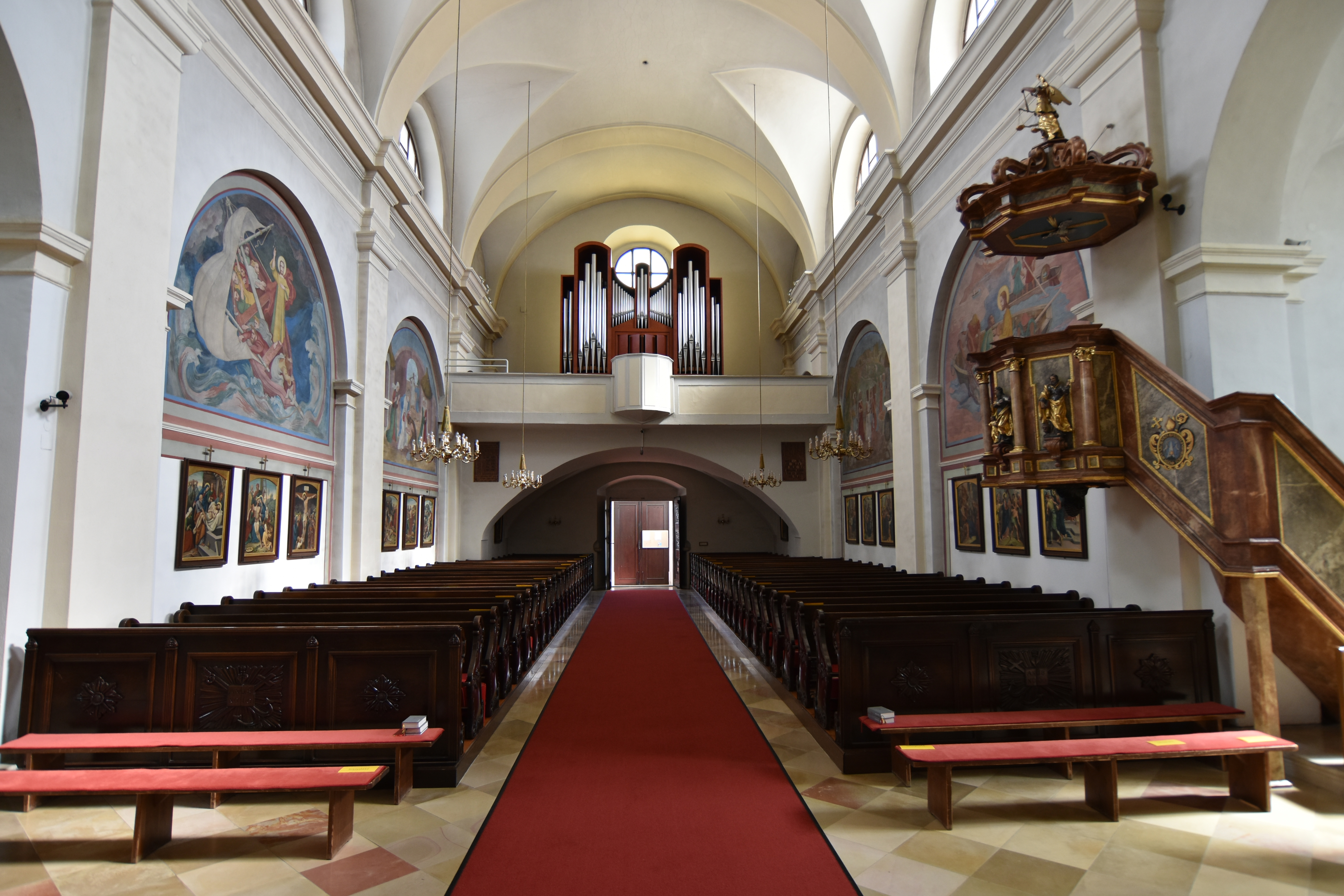
Kirchengalerie mit Orgel

Der hochbarocke Hochaltar mit Tabernakel mit Figuren der Kirchenväter stammt aus dem 17. Jahrhundert. Der Taufstein wurde von 1729 bis 1730 geschaffen. Zwei Kelche und ein Altarkreuz wurden von Matthias Ederer aus Rechnitz im ersten Viertel des 18. Jahrhunderts gefertigt.
Die Orgel aus 1939 von Orgelbau Hopfenwieser wurde 2010 durch die ehemalige Orgel in der Aula der Pädagogischen Akademie Eisenstadt aus 1970 von Gregor Hradetzky ersetzt.